# Виноградов, Иван Иванович (переводчик)
Ива́н Ива́нович Виногра́дов (умер в 1800 или 1801) — русский переводчик.
Сын священника, воспитывался в духовном училище, а потом в учительской семинарии. Несмотря на выдающиеся способности, был отдан за пьянство в солдаты в Семёновский полк, где дослужился до сержанта; в 1796 году уволен в отставку, а в 1800 или 1801 г. умер от алкоголизма.
Виноградов находился в дружеских отношениях с литературными деятелями тех времён; сам писал стихи, в частности «Ода на мир, заключённый с Оттоманской Портой» (СПб., 1791) принадлежит его перу.
Главные труды его состоят в целом ряде переводов:
- «Жизнь славнейшего Вольтера» (с фр., СПб., 1780 и 1787);
- «Страсти молодого Вертера, соч. Гёте» (СПб., 1796, и М., 1817);
- «Златые остатки древности, содержащие древних греческих философов драгоценные нравоучения» (с греч., М., 1783);
- «Храм всеобщего баснословия...» (в 3-х частях, перевод с лат., М., в Вольной типографии И. Лопухина, 1785). («Мифологический пантеон» Ф.А. Помея (фр.));
- «Поэма естественный закон» (Вольтера, СПб., 1786);
- «Стихотворения Сафы» (с греч. СПб., 1792);
- «Всеобщее нравоучение г-жи Жанлис» (СПб., 1796);
- «Содержание природы Боннета» (с фр., СПб. и Смоленск, 1792—1804, 6 ч.);
- «Библиотека забавного и естественного волшебства» (СПб., 1792);
- «Иисус. Книга, заключающая в себе чудеса, учение, житие и страдание И. Христа» (с нем., СПб., 1799, и М., 1808);
- «Священная история Ветхого и Нового завета» (с фр., М., 1799—1800 и 1802);
- «Емилий и София», из соч. Руссо, с фр., СПб., 1800 и М., 1820);
- «Смешные повести забавного Скаррона» (с фр., СПб., 1801);
- «Житие Ф. Я. Лефорта» (с фр., СПб., 1802);
- «Грамматика или самоучитель немецкого языка» (СПб., 1802).